# 石泉乡 (中江县)
石泉乡，是中华人民共和国四川省德阳市中江县曾经下辖的一个乡。2019年12月，撤销石泉乡和古店乡，将其所属行政区域划归集凤镇管辖。

## 行政区划
石泉乡撤销前下辖以下地区：
万寿桥社区、九股泉村、西眉山村、凉水井村、金家坪村、坭宾寺村、林家沟村、兰家坪村和桂花园村。